# Xanthorhoe aquilonaria
Xanthorhoe aquilonaria là một loài bướm đêm trong họ Geometridae.